# Шавринская выемка

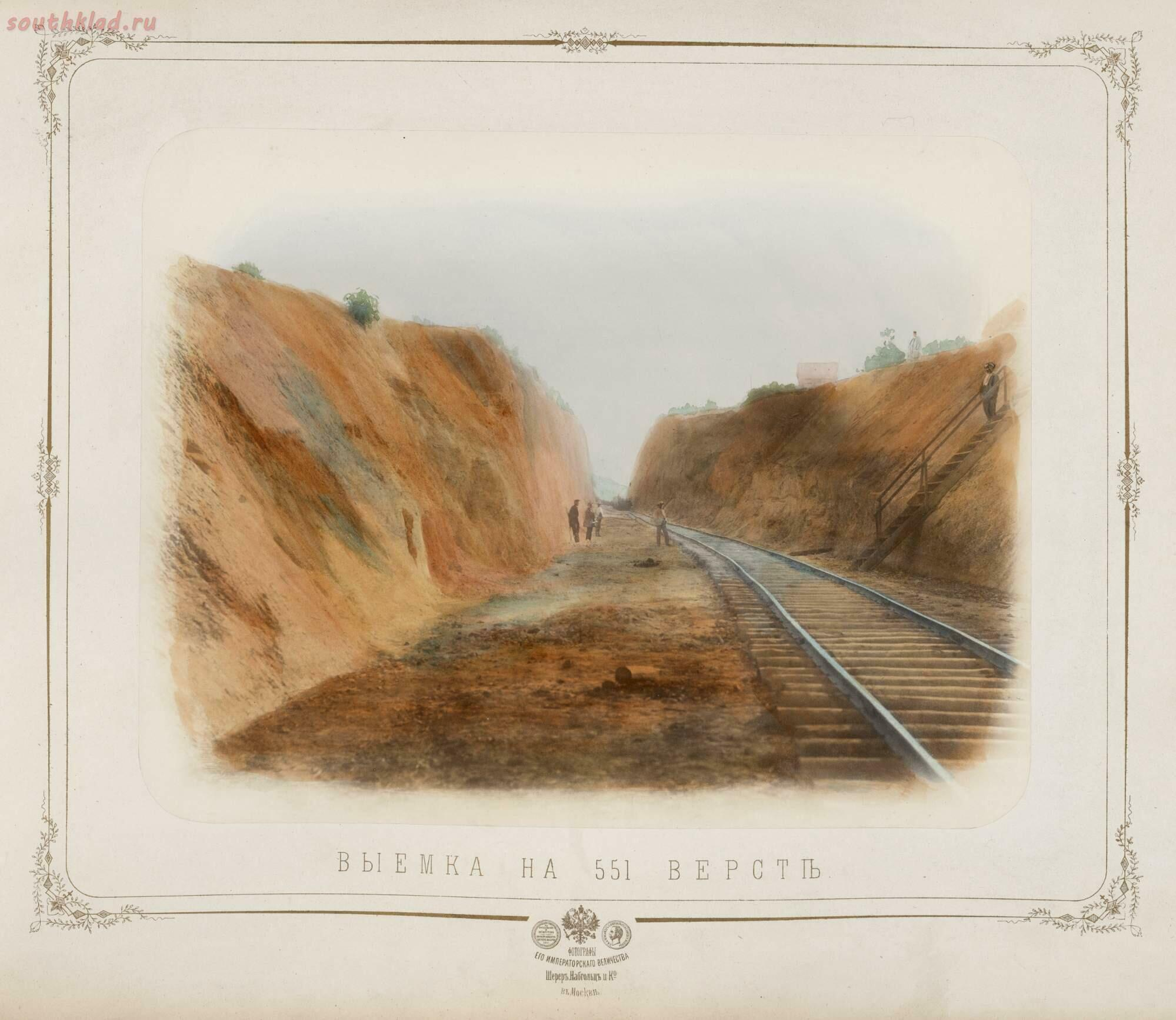
Выемка на 551 версте. «Альбом видов Лозово-Севастопольской железной дороги», 1880 г.

Ша́вринская вы́емка — инженерный объект железнодорожной линии Симферополь–Севастополь. Выемка вручную прорублена вручную в скале из песчаника в конце XIX века во время строительства этой железнодорожной линии.

## География
Шавринская выемка располагается между остановочным пунктом 1518 км и станцией Мекензиевы Горы в районе Каменоломного оврага, на 1519/20 километре линии Москва — Севастополь.

## Происхождение названия
Шавринская выемка названа по фамилии инженера Шаврина, спроектировавшего этот рукотворный инженерный объект.

## История
«А ныне, милость божия! — 

Досыта у Губонина

Дают ржаного хлебушка,

Жую — не нажуюсь!»
Сооружение железнодородной ветки от станции Лозовая до Севастополя в 70-х гг. XIX в. возглавлял промышленник и меценат Пётр Губонин.
Шавринская выемка – инженерное чудо крымской железной дороги.
Каньон, длина которого превосходит половину километра, был создан вручную, — без применения какой-либо техники: использовались только ручные инструменты: кирки и лопаты.
- 15 сентября 1875 года — по каньону прошёл первый поезд (товарный состав);
  - вскоре открылось регулярное железнодорожное сообщение.

Симферопольское шоссе 67Р-1 пересекает железную дорогу по путепроводу над выемкой на 16-м километре; в этом месте на постаменте стоит 122-мм гаубица — памятник воинам 134-го гаубичного артиллерийского полка 172-й стрелковой дивизии тогда полковника И.А. Ласкина, оборонявшим Севастополь в 1941-1942 гг.

Один из трёх дивизионов Ласкина находился на этой высоте, у Шавринской выемки.

## Характеристики
Длина: более 500 метров.
Ширина "Шавринской выемки" в среднем около 10 метров.
 Изначально такая ширина закладывалась под перспективу второго пути, — который так и не был проложен. Тем не менее, запас места пригодился при электрификации линии в 70-е годы XX в. для размещения мачт контактной сети.

## Развитие
Существует проект капитального ремонта участков перегона Верхнесадовая – Мекензиевы горы, которым предусмотрены:
- устройство бесстыкового пути,
- очистка щебёночного балласта с досыпкой нового для обеспечения необходимой толщины,
- регулировка контактной сети
- и другие необходимые работы;

cкорость движения поездов на участках железной дороги после капитального ремонта составит: 80 км/ч для пассажирских и 60 км/ч для грузовых поездов.

## Интересные факты
- Особенностью конструкции, придающей объекту если не уникальный, то весьма выделяющийся облик, стали почти вертикальные (порядка 80 градусов) откосы. Поездам предстояло проходить меж двух высоких скалистых стен. Расчет на прочность скалы позволил сократить объем извлекаемого грунта втрое по сравнению с обычными для подобных сооружений склонами в 35-40 градусов.
- На этом участке дороге сохранились первые металлические опоры контактной сети.